# 食事療法
食事療法（しょくじりょうほう、食餌療法とも、medical diet）とは、食事の量やバランス、また成分を調節することによって病気の療養をはかったり、病気の臓器を守って健康管理をはかること。糖尿病・腎臓病・高血圧などで行われる。しかし、画一的にカロリーのみを制限する食事療法を行った場合、蛋白質摂取量が不足してサルコペニアのリスクを高めると指摘されている。

## 栄養状態の評価
栄養の評価は身体計測指標だけで無く、特に高齢者では血液検査所見を組み合わせて評価することが重要と指摘されている
身体計測指標
1. 身長、体重、理想体重比(% ideal body weight : %IBW)、体重減少率
2. 脂肪量：BMI(body mass index)
  - 上腕三頭筋部皮下脂肪厚(TSF: triceps skinfold thickness)
  - 肩甲骨下棘皮下脂肪厚(SASF: subscapular skinfold thickness)
3. 筋蛋白量：上腕囲(AC: arm circumference)
  - 上腕筋囲(AMC: arm muscle circumference)
  - 上腕筋面積(AMA: arm muscle area)
  - 下腿筋周囲径(CC: calf circumference)

AMC(cm)＝ AC(cm) - 3.14 × TSF(cm)
AMA(cm)＝(AC(cm) - 3

血液、尿生化学検査
1. 総蛋白、アルブミン、レチノール結合蛋白、トランスサイレチン、トランスフェリン
2. クレアチニン身長係数(CHI: creatinine height index}[4]
3. 尿中3-メチルヒスチジン排泄量[5]
4. 総コレステロール
5. Fischer比(BCAA/AAA)[6]
6. ビタミンA、ビタミンB群、ビタミンC、ビタミンD、ビタミンE
7. 微量元素(Zn, Cu, Cr, Se, Co, I, Mn, Mo)

| 項目           | アルブミン                                             | トランスサイレチン （プレアルブミン） | トランスフェリン                                     | レチノール結合蛋白                                            | リンパ球    |
| -------------- | ------------------------------------------------------ | ------------------------------------- | ---------------------------------------------------- | ------------------------------------------------------------- | ----------- |
| 半減期         | 約21日                                                 | 3 - 4日間                             | 7 - 10日間                                           | 12 - 16時間                                                   |             |
| 高値群         | 脱水                                                   | 腎不全、甲状腺機能亢進症、妊娠        | 鉄欠乏性貧血、妊娠                                   | 慢性腎不全、過栄養性脂肪肝                                    |             |
| 低値群         | 栄養障害、肝障害、 ネフローゼ症候群、感染症、 悪性腫瘍 | 栄養障害、肝障害、 感染症             | 栄養障害、肝障害、 ネフローゼ症候群、 感染症、膠原病 | 栄養障害、肝障害、 感染症、ビタミンA欠乏症、 甲状腺機能亢進症 |             |
| 栄養正常       | 3.5g/ml以上                                            |                                       |                                                      |                                                               | 2000以上    |
| 軽度栄養障害   | 3.1 - 3.5                                              |                                       |                                                      |                                                               | 1200 - 2000 |
| 中等度栄養障害 | 2.1 - 3.0                                              |                                       | < 120                                                |                                                               | 800 - 1200  |
| 高度栄養障害   | - 2.0                                                  |                                       |                                                      |                                                               | < 800       |

## 低炭水化物ダイエット
日本の糖尿病学会は、2013年にも腎臓への影響からの糖尿病合併症への懸念から通常の炭水化物の比率（60%前後）を推奨している。
低炭水化物食による体重減少の効果が低脂肪食やゾーンダイエットなど他のダイエットより優れているかどうかについては相反する臨床試験の結果が報告されており、2014年のメタアナリシスの結果によれば効果に差はないと見られる。6ヶ月の短期間では低脂肪食と比較して体重が減少しているが1年後では差がないなどの報告があり、便秘や頭痛、口臭、筋けいれん、下痢、脱力感、発疹がより頻繁に見られる。

### 長期間の安全性について
世界保健機関の2007年の報告では、タンパク質の多い食事は腎臓系の基礎疾患を有している場合に腎臓疾患や糖尿病性腎不全を悪化させる。世界保健機関の2003年の報告は、肥満や糖尿病を予防する原因に全粒穀物を挙げている。国際糖尿病連合は、糖尿病の治療には低いグリセミック指数の食品を挙げており、これは全粒穀物などがあてはまる。日本糖尿病学会は2013年に、たんぱく質の腎臓への影響による糖尿病合併症への懸念から、炭水化物は通常の食事摂取基準で示される50-60%程度の比率を推奨している。

## 塩分制限食
高血圧、心不全、慢性腎臓病(CKD)や肝不全といった浮腫性疾患の治療の際に用いられる治療食である。
- 腎臓は、食餌から摂取した量とほぼ等量のナトリウムを尿中へ排泄する。ナトリウムを多く摂取すると排泄し終わるまで、腎臓は高い糸球体内圧で血液を濾過し続けなければならない。ナトリウム制限を行うと、血圧は下降し、腎糸球体への負担は軽減される。
- 心血管疾患予防のためにはナトリウムの一日摂取量は6g／日以下が推奨される[16]。
- 高血圧に対する食事療法として、アメリカ合衆国連邦政府はダッシュダイエットを推奨している。

## カリウム制限食
腎不全、透析の際に用いられる食事である。

## ヨウ素制限食
甲状腺の疾患の際に用いられる食事である。

## 鉄制限食
C型肝炎の際に用いられる食事である。

## グルテン除去食
グルテン関連障害を改善するためのグルテンを除去した食事、食品。

## 糖尿病の食事療法
多くの2型糖尿病患者の BMI が 30を越えている事から、総カロリーの適正化により肥満解消をすることを重要な目的とした食事療法である。しかし、2型糖尿病に関する知見の蓄積により、従来のカロリー制限だけに着目した食事療法では血糖値のコントロールが不十分になり高血糖状態を生じると指摘されている。従って、低炭水化物食の考え方を取り入れ炭水化物の総量を制限し血糖値の上昇を抑制方法も取り入れられている。なお、根菜の中でもイモ類は炭水化物（糖質）を多く含むため血糖値上昇を招くため制限の対象に含まれる。
保存期糖尿病時の食事療法糖尿病の食品交換表に基づき、ダッシュダイエット、カーボカウント、糖質制限食などが行われる。
糖尿病性腎症合併時の食事療法総カロリーだけでなく、タンパク質の摂取制限が必要となることがある。
糖尿病予防の観点から血糖値上昇を抑制させる可能性のある食物叢法滋によると血糖値上昇を抑制させる作用のある食物には、次がある。
- 穀類 小麦、トウモロコシ、大豆、ハトムギ、緑豆、黒豆
- 野菜 ニガウリ、山芋、ニンニク、アスパラガス、キュウリ、ニンジン
- 果物 梅、ビワ、梨、レモン、ざくろ、クルミ
- 健康食品 西洋人参、シベリア人参、霊芝、霊芝胞子粉、蟻粉末

## 腎臓病の食事療法
患者の病態や活動状態に合わせたリン(P)、カリウム(K)、タンパク質の制限が必要である。

### 急性腎不全の食事療法
| 病期    | エネルギー (kcal/kg/day) | 蛋白質 (g/kg/day) | 食塩 (g/day)                | カリウム (g/day)                     | 水分 |
| ------- | ------------------------ | ----------------- | --------------------------- | ------------------------------------ | ---- |
| 35 - 40 | 0.5 - 0.8                | < 7               | 血清K値が5.5mEq/l以上で制限 | 尿量+不感蒸泄量+腎以外の経路の喪失量 |      |

急性腎不全は原因によって病態が著しく異なる。そのため上記の図は参考にすぎない。状況によって変えていくべきである。急性期で消化器症状が強い場合はIVH管理になることが多い。蛋白制限量は内科的疾患の時は0.5〜0.8g/kg/dayであるが、外科的な疾患の場合は、特に腎後性腎不全の場合は0.7〜1.0g/kg/day程度になる。また急性腎不全で透析療法を併用している場合は0.9〜1.2g/kg/dayの制限でよい。また高カリウム血症は急性腎不全の予後を決定する因子のひとつである。血清K値が5.5mEq/l以上で制限食に切り替え、血清K値が6.5mEq/l以上でカリウム交換樹脂の併用を行う。

### 保存期腎不全の食事療法
| エネルギー (kcal/kg/day) | 蛋白質 (g/kg/day) | 食塩 (g/day) | カリウム (g/day)            | 水分                      | リン (mg/day)                  |
| ------------------------ | ----------------- | ------------ | --------------------------- | ------------------------- | ------------------------------ |
| 35                       | 0.6 - 0.7         | < 7          | 血清K値が5.5mEq/l以上で制限 | Ccr15ml/min以下のとき制限 | 尿中P排出量500mg/day以上で制限 |

Ccr70ml/min以下の保存期慢性腎不全患者においては低蛋白食を中心とした食事療法が推奨されている。一日の蛋白摂取量の目標値は健康成人の最低蛋白摂取量である理想体重当たり0.6gとし0.7g未満であれば目標は達成である。また高血圧が増悪因子であることから食塩制限も行い、一日食塩7gの制限とする。Ccr71ml/min以上の患者でも将来腎機能が低下し、末期腎不全に進行する可能性がある場合は低蛋白食に移行してもかまわないとされている。こういった場合は0.8〜1.0g/kg/dayの蛋白制限から始める場合が多い。日常の食生活を調べ、一般の蛋白摂取量を1.3g/kg/dayを超えることがないように指導しなければならない。カリウムやリンに関しては基本的には低蛋白食ができていれば、通常は制限の必要はないとされている。しかし検査値に異常がみられる場合は新たに制限を加えることがある。カリウムならばバナナなどカリウムを多く含む食品を避けて、野菜をゆでて食べるようにすればある程度摂取量を減らすことができる。また、米は洗米することでリンとカリウムを低減させる事が出来る。リンに関してはタンパク質に付随して摂取されることが多く、制限が不要なことが多いが、レバー、チーズ、豆腐、アーモンド、ソフトドリンクなどに多く含まれていることからこれらを避けるようにすることが望ましい。Ccrが低値であったりネフローゼ症候群が見られる場合は水分も制限する。その場合は尿量と不感蒸泄分のみの摂取となる。エネルギー制限に関しては35kcal/kg/dayでは高齢者や女性では多すぎることがあるため28〜40kcal/kg/dayの幅がある。これらを目安とするには高エネルギー低蛋白とするという保存期腎不全の原則のために設けられている。

### 透析導入後の食事療法
維持透析には血液透析と腹膜透析に大別される。透析患者の平均余命が改善したことを受けて、透析患者の食事も変わりつつある。
週3回の血液透析の場合。
| 総エネルギー (kcal/kg/day) | 蛋白質 (g/kg/day) | 食塩 (g/kg/day) | カリウム (g/day) | 食事以外水分 (ml/kg/day) | リン (mg/day) | カルシウム (mg/day) |
| -------------------------- | ----------------- | --------------- | ---------------- | ------------------------ | ------------- | ------------------- |
| 30 - 35                    | 1.0 - 1.2         | 0.15            | 1.5              | 15                       | 700           | 600                 |

食塩に関しては0.15g/kg/dayが原則であるが残腎尿量100mlにつき0.5g/dayの増量が可能である。また食事以外の水分に関しても15ml/kg/dayが原則だが残腎尿量分の増加が可能である。
持続式携帯型腹膜透析の場合。
| 総エネルギー (kcal/kg/day) | 蛋白質 (g/kg/day) | 食塩 (g/day)      | カリウム (g/day) | 食事以外水分 (ml/day) | リン (mg/day) | カルシウム (mg/day) |
| -------------------------- | ----------------- | ----------------- | ---------------- | --------------------- | ------------- | ------------------- |
| 29 - 34                    | 1.1 - 1.3         | CAPD除水量(l)×7.5 | 2.0 - 2.5        | CAPD除水量            | 700           | 600                 |

CAPDの場合は食塩摂取量はCAPD除水量(l)×7.5g/dayであるが残腎尿量100mlにつき0.5g/dayの増量が可能である。また食事以外の水分に関してもCAPD除水量が原則だが残腎尿量分の増加が可能である。なお総エネルギーは透析液からの腹膜吸収分を含む。

### 急性腎炎症候群の食事療法
| 病期   | エネルギー (kcal/kg/day) | 蛋白質 (g/kg/day) | 食塩 (g/day) | カリウム (g/day)            | 水分                |
| ------ | ------------------------ | ----------------- | ------------ | --------------------------- | ------------------- |
| 乏尿期 | 35                       | 0.5               | 0 - 3        | 血清K値が5.5mEq/l以上で制限 | 前日尿量+不感蒸泄量 |
| 利尿期 | 35                       | 0.5               | 0 - 3        | 血清K値が5.5mEq/l以上で制限 | 前日尿量+不感蒸泄量 |
| 回復期 | 35                       | 1.0               | 3 - 5        | 制限せず                    | 制限せず            |

乏尿期と利尿期に関しては食事療法は変化しない。急速進行性糸球体腎炎も食事療法では急性腎炎症候群に含まれる。

## 経腸栄養剤
経腸栄養剤には天然濃厚流動食、人工濃厚流動食、病態別経腸栄養剤がある。人工濃厚流動食には半消化態栄養剤、消化態栄養剤、成分栄養剤が存在する。天然濃厚流動食、半消化態栄養剤は窒素源が蛋白質であるが、消化態栄養剤はオリゴペプチドであり成分栄養剤はアミノ酸である。細かくなるほど流動性、残渣という点では好ましくなるが、味、香りの面で劣りまた高浸透圧となるため管理が難しくなってくる。細かくなると腸管免疫の維持という点では好ましくなくなると考えられている。ラコール、ツインラインはビタミンKが60μg以上含まれているために抗凝固療法では注意が必要である。
天然濃厚流動食天然濃厚流動食としてはオクノス流動食やファイブレンYHなどがこれに該当する。正常な消化吸収能が必要であるため、パーキンソン病患者など、経口摂取障害、嚥下障害で用いられる。粘度が極めて高いため太い経管栄養チューブが必要である。浸透圧が高いため開始後に下痢を起こしやすい。
半消化態栄養剤半消化態栄養剤としては多少の消化機能を要するが易吸収性で適応範囲は極めて広い。浸透圧が低めで下痢を起こしにくく、味も栄養剤の中では比較的良い。栄養成分の添加もされており欠乏症のリスクは低い。エンシュアリキッド、エンシュアH、ラコール、ハーモニックM、ハーモニックFなどが有名である。腸管安静が必要な病態や消化管機能が高度に障害されている場合は適応はない。術前術後の栄養管理、熱傷、神経因性食欲不振症、意識障害など中枢神経疾患、悪性腫瘍による化学療法や放射線療法の施行時や口腔、咽頭、食道の狭窄や機能障害の時に用いられる。エンシュアリキッドやエンシュアHは高濃度経腸栄養剤と言われ、水分制限が必要な時や異化亢進時に好まれる傾向がある。
消化態栄養剤消化態栄養剤としてはツインラインが非常に有名である。食品としてはエンテルードなどが知られている。小腸機能まで障害された際によく用いられる。短腸症候群、放射性腸炎、蛋白アレルギー、吸収不良症候群などに適応がある。流動性が高いため細いチューブで投与可能だが、腸管免疫の低下、腸管機能の低下、浸透圧性下痢、味、香りがよくないといった欠点がある。また菌交代症による敗血症も起こる可能性がある。
成分栄養剤成分栄養剤としてはエレンタール及び小児用のエレンタールPが知られている。脂肪が著しく少ないため必須脂肪酸欠乏症に注意が必要である。それ以外の注意事項は消化体栄養剤とほとんど同内容となるが、更に程度は強い。クローン病、潰瘍性大腸炎、大腸手術の前処置として用いられることがある。
GFOGFOはグルタミン、食物繊維、オリゴ糖の頭文字から命名された。グルタミンが小腸を栄養し、食物繊維とオリゴ糖が大腸を栄養する。GFOの投与によって腸管の免疫能を促進する方法をGFO療法という。
オキシーパARDSに対して使用される免疫調節経腸栄養剤である。抗動脈硬化作用、抗炎症作用の知られるEPAなどが含まれている。

## 菜食
2009年にアメリカ栄養士会は、適切な菜食が、病気の予防だけでなく、さらに特定の病気では治療においても利点があるとしている。
菜食による糖尿病に関する論文を探索して、臨床試験では通常の糖尿病食よりも主として体重減少によって血糖値制御が大きく改善されており、アテローム性動脈硬化症の進行も抑制しており、他の治療法に匹敵することが示された。
2014年の2型糖尿病患者に対するランダム化比較試験では、マクロビオティック（玄米菜食）の食事法は推奨される標準食と比較して、代謝を大きく改善する結果が得られた。データは解析され、標準食よりも優れ、インスリン抵抗性と炎症の指標を低下させる安全な手法であった。2010年の報告では、既にがんをわずらっている場合には議論があり、注目される症例の報告はその治療効果を裏付けているが、有効性を証明するには不十分であるとされている。イタリアの多施設のランダム化比較試験の2012年の報告では、乳がんの再発率を低下させる可能性があることがわかった。2016年のイタリアの腫瘍内科学会の見解では、がんにおけるマクロビオティックや完全菜食は栄養状態を悪化させる可能性があるため推奨できないとしている。